# NH-Acidität

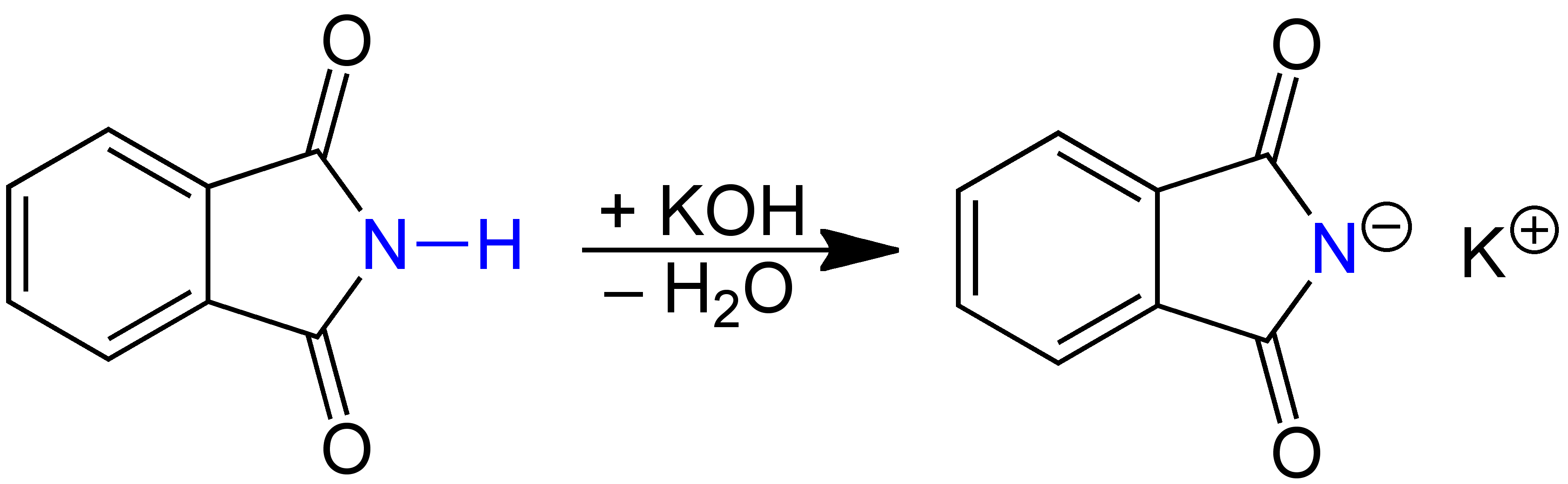
NH-Acidität von Phthalimid: Bei der Einwirkung von Kaliumhydroxid bildet sich das Kaliumsalz von Phthalimid.

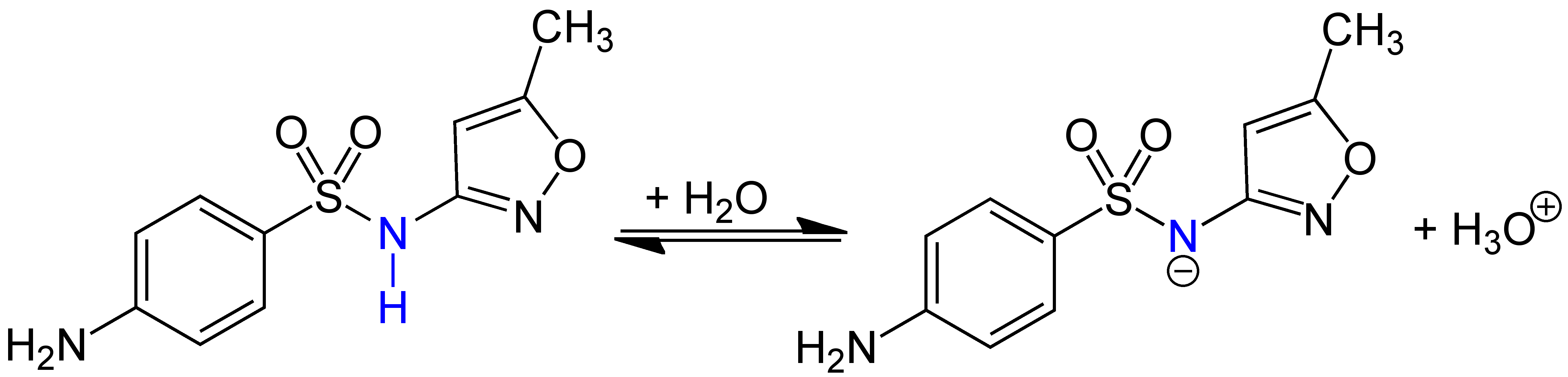
NH-Acidität (pK_{s}= 5,6) von Sulfamethoxazol (ein Sulfonamid, das zur Chemotherapie von bakteriellen Infektionen eingesetzt wird).

NH-Acidität ist  in der organischen Chemie die Neigung stickstoffhaltiger Amid-Derivate, eine Reaktion einzugehen, die unter heterolytischem Bruch einer N-H-Bindung ein Amid-Anion liefert.  Zugleich wird ein Proton abgespalten, das beispielsweise mit einem Hydroxid-Anion zu Wasser abreagiert.
Auf den ersten Blick ist Säurewirkung von stickstoffhaltigen Verbindungen unerwartet, da Amine basisch sind. In Amid-Derivaten, zum Beispiel Sulfonamiden, Sulfonylharnstoffen, Barbitursäure-Derivaten, Thiaziden oder Phthalimid, werden die Protonen am Amidstickstoff aufgrund der Resonanzwechselwirkung mit den benachbarten S=O- bzw. C=O-Doppelbindungen deutlich sauer und können durch Einwirkung einer Base relativ einfach abgespalten werden. Einige Sulfonylharnstoffe sind fast ähnlich sauer wie Essigsäure.

## Arzneistoff-Beispiele
Das oral wirksame Antidiabetikum Glibenclamid (pKs= 5,3), das Antiepileptikum Phenobarbital (pKs= 7,4) und das Diuretikum Hydrochlorothiazid (pKs= 8,3) sind neben Sulfamethoxazol (pKs= 5,6) weitere Beispiele für Arzneistoffe, die NH-Acidität aufweisen.